# Liste des évêques et archevêques de Lecce

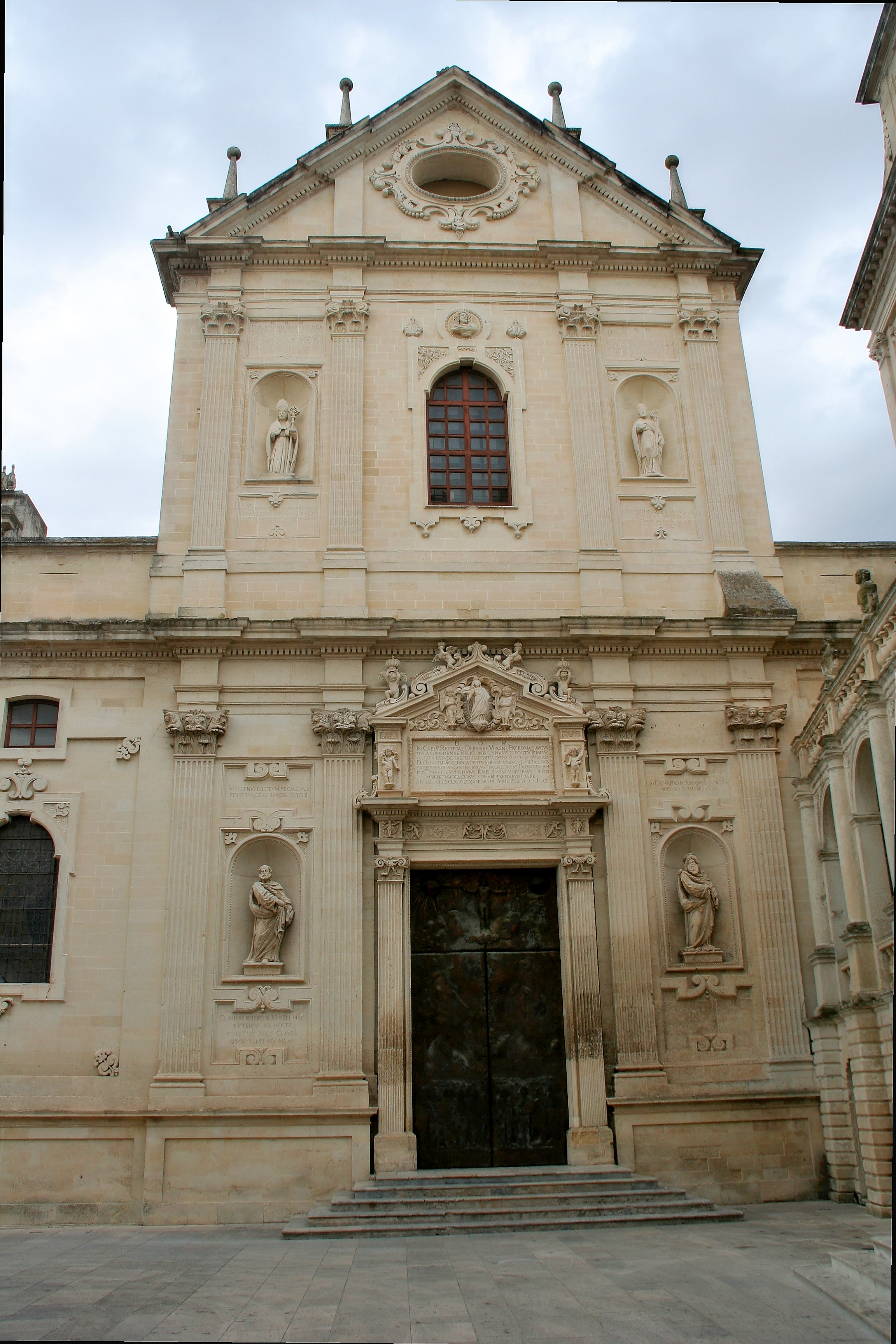
Cathédrale de Lecce

La liste des évêques et archevêques de Lecce recense les noms des évêques qui se sont succédé sur le siège épiscopal de Lecce dans les Pouilles, en Italie depuis la création du diocèse de Lecce en 1057. Le 20 octobre 1980, le diocèse devient archidiocèse de Lecce. 

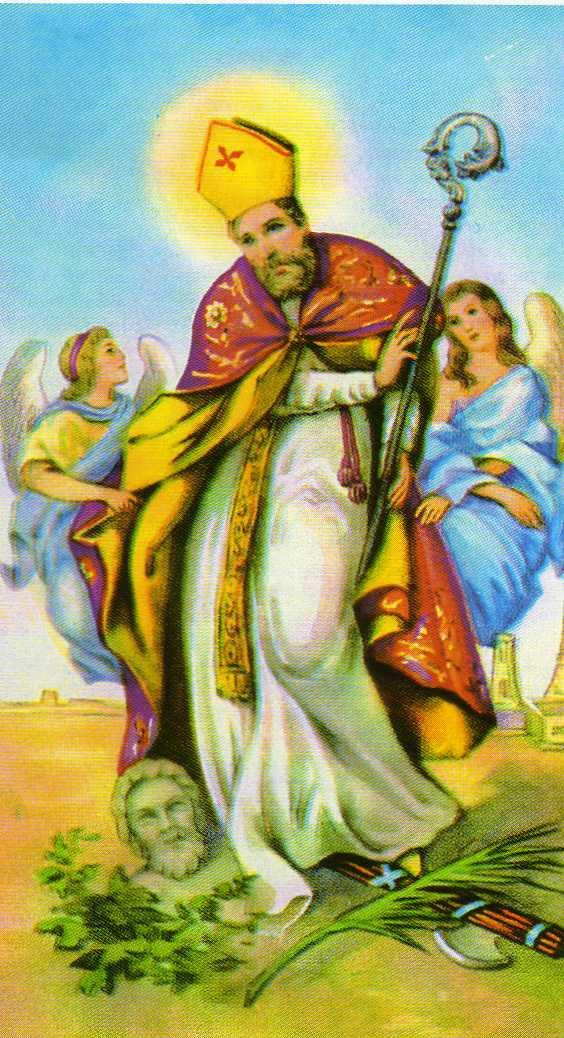
Sant'Oronzo, premier évêque de Lecce

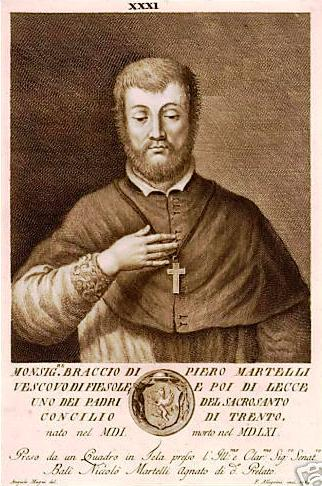
Braccio Martelli

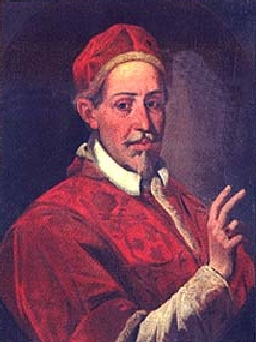
Antonio Pignatelli, futur pape Innocent XII

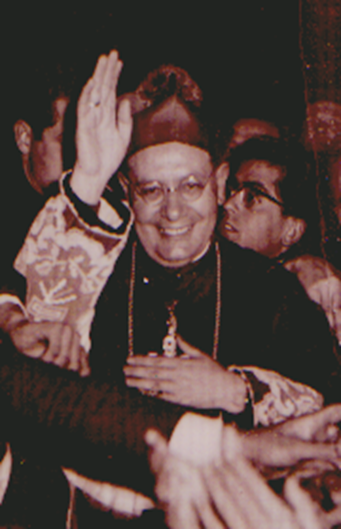
Francesco Minerva, premier archevêque de Lecce

## Évêques
- Saint Oronzo † (? - 66 )
- Saint Fortunato † (68 - ?)
- Saint'Alieni o Eleno †
- Donato † (163)
- Leucio †
- Dionisio † (261 - ?)
- Saint Biagio † (? - 316)
- Leucio II ou Saint Aniceto † (? - 467)
- Giovanni Salice † (470 - 496)

...
- Venanzio † (553)

...
- Teodoro Bonsecolo † ( 1057)
- Formoso Bene † (1114)
- Gualtiero Ier † ( 1134)
- Penetrano † ( 1179)
- Pietro Guarini † (1180 - 1185)
- Fulco Bello † (1200 - ?)
- Roberto Voltorico † (1214 - 1252)
- Gualtiero II † ( 1255)
- Roberto Sanblasio † (1260 - ?)
- Godefredo † (1268 - ?)
- Roberto di Noha † ( 1301)
- Giovanni de Glandis † (1339 - 1348)
- Roberto Guarini † ( 1348 - ?)
- Antonio De Ferraris † ( 1373 - ?)
  - Nicola da Taranto † ( 1384 -  1387)  (anti-évêque)
  - Louis † ( 1386)
- Léonard † (1386 - 1389)
- Antonio da Viterbo, O.F.M. † ( 1389 - ?)
- Tommaso Morganti † (1409 -  1419)
- Curello Ciccaro † ( 1419 - 1429)
- Tommaso Ammirato, O.S.B. † (1429 - 1438)
- Guido Giudano, O.F.M. † (1438 - 1453)
- Antonio Ricci † (1453 -  1483 )
- Roberto Caracciolo, O.F.M. † ( 1484 -  1485)
- Antonio Tolomei † (1485-1498)
  - Luigi d'Aragona † (1498-1502) (administrateur apostolique)
- Giacomo Piscicelli † (1502-1507)
- Pietro Matteo d'Aquino † 1508-1511)
- Ugolino Martelli † (1511-1517)
- Giovanni Antonio Acquaviva d'Aragona † (1517-1525)
- Gonsalvo di Sangro † (1525-1530)
- Alfonso di Sangro † (1530-1534) 
  - Ippolito de' Medici † (1534-1535) (administrateur apostolique)
- Giovanni Battista Castromediano † (1535-1552)
- Braccio Martelli † (1552-1560)
  - Giovanni Michele Saraceno †  (1560-1560) (administrateur apostolique)
- Annibale Saraceno † (1560-1591)
- Scipione Spina † (1591-1639)
- Luigi Pappacoda † (1639-1670)
- Antonio Pignatelli del Rastrello † (1671-1682)
- Fabrizio Pignatelli † (1695-1734)
- Scipione Sersale † (1744-1751)
- Alfonso Sozy Carafa, C.R.S. † (1751-1783)
- Salvatore Spinelli, O.S.B. † (1792-1796 )
- Niccola Caputo de' Marchesi di Cerreto † (1818-1862)
- Valerio Laspro † (1872-1877)
- Salvatore Luigi Zola, C.R.L. † (1877-1898)
- Evangelista di Milia, Frères mineurs capucins † (1898-1901)
- Gennaro Trama † (1902-1927 )
- Alberto Costa † (1928-1950 )
- Francesco Minerva (it) † (1950-1980)

## Archevêques
- Francesco Minerva  † (1980-1981)
- Michele Mincuzzi † (1981-1988 )
- Cosmo Francesco Ruppi (1988-2009)
- Domenico Umberto D'Ambrosio (2009 -2017)
- Michele Seccia (it) (2017-2025)
  - Angelo Raffaele Panzetta (2024-2025), archevêque coadjuteur
- Angelo Raffaele Panzetta (depuis 2025)

## Sources
- (en) Fiche de l'archidiocèse sur le site catholic-hierarchy.org